# Дженис, Байрон
Ба́йрон Джа́йнис, также Дже́нис (англ. Byron Janis, при рождении Янкс; 24 марта 1928, Мак-Киспорт, Пенсильвания — 14 марта 2024, Нью-Йорк) ― американский пианист.

## Биография и творчество
Родился в семье еврейских эмигрантов из Российской империи Сэмюэла Янкилевича (англ. Samuel Yankilevitch, 1887—1969) и Хэтти Горелик (англ. Hattie Gertrude Horelick, 1892—1986), родом из Рогачёва, сокративших фамилию до Yanks. Учился у Иосифа и Розины Левиных, затем в течение шести лет ― у Адели Маркус. В 1943 году впервые выступил с Симфоническим оркестром NBC под управлением Фрэнка Блэка, исполнив Второй концерт Рахманинова. Через год он исполнил то же сочинение с Питтсбургским симфоническим оркестром, за пультом которого стоял четырнадцатилетний Лорин Маазель. В числе присутствовавших на том концерте был Владимир Горовиц, который предложил Дженису учиться у него. Сотрудничество с Горовицем длилось три года, и в 1948 году Дженис с большим успехом дебютировал в Карнеги-холле, заявив о себе как об одном из перспективнейших молодых пианистов современности. Он начал выступать с сольными концертами и в сопровождении ведущих мировых оркестров, гастролировал в разных странах, в 1960 и 1962 ― в СССР. В 1961 году в честь 150-летия со дня рождения Ференца Листа он исполнил два его фортепианных концерта в сопровождении Бостонского симфонического оркестра под управлением Шарля Мюнша. В 1962 году в Лондоне был удостоен Международной музыкальной премии Харриет Коэн.
Из-за болезни (артрита) в середине 1960-х Дженис прекратил выступления, но в 1972 году вновь вернулся на сцену. Полностью преодолеть последствия заболевания ему не удалось, поэтому выступать он стал намного реже. В 1967 году Дженис, находясь во Франции, нашёл неизвестные до того рукописи вальсов Фредерика Шопена, что произвело сенсацию в музыкальном мире. О находке был снят фильм и написано множество статей. В 1985 по приглашению президента Рейгана Дженис дал концерт в Белом доме.
С 1988 года он активно занимался композицией, сочиняя в основном музыку для кино и телевидения, а также преподавал и помогал молодым музыкантам, организуя фестивали и благотворительные фонды.
Дженис ― пианист-виртуоз, безупречно владевший техникой игры на инструменте, обладавший живым темпераментом и яркой музыкальностью. Репертуар пианиста был весьма широк, но он наиболее известен как исполнитель сочинений первой половины XX века ― от Рахманинова до Прокофьева. Дженис ― лауреат множества премий и наград разных стран, в том числе французского Ордена искусств и литературы (стал первым американским пианистом, удостоенным этой награды) и Гран При дю Диск (престижнейшая французская награда в области звукозаписи).
Умер 14 марта 2024 года в больнице Маунт-Синай в Нью-Йорке в возрасте 95 лет.

## Семья
Жена (с 1966 года) — Мария Купер (англ. Maria Cooper Janis, род. 1937), актриса и продюсер, дочь киноактёра Гэри Купера.

## Награды
- Большая золотая медаль SEP (2004)

## Дискография
- Byron Janis: The complete RCA album collection (11 CD и 1 DVD) // RCA 88725484402 (Sony)